# Leptasterias coei
Leptasterias coei är en sjöstjärneart som beskrevs av Addison Emery Verrill 1914. Leptasterias coei ingår i släktet Leptasterias och familjen trollsjöstjärnor.

## Underarter
Arten delas in i följande underarter:
- L. c. truculenta
- L. c. shantarica
- L. c. coei